# Vlieger (scheepszeil)

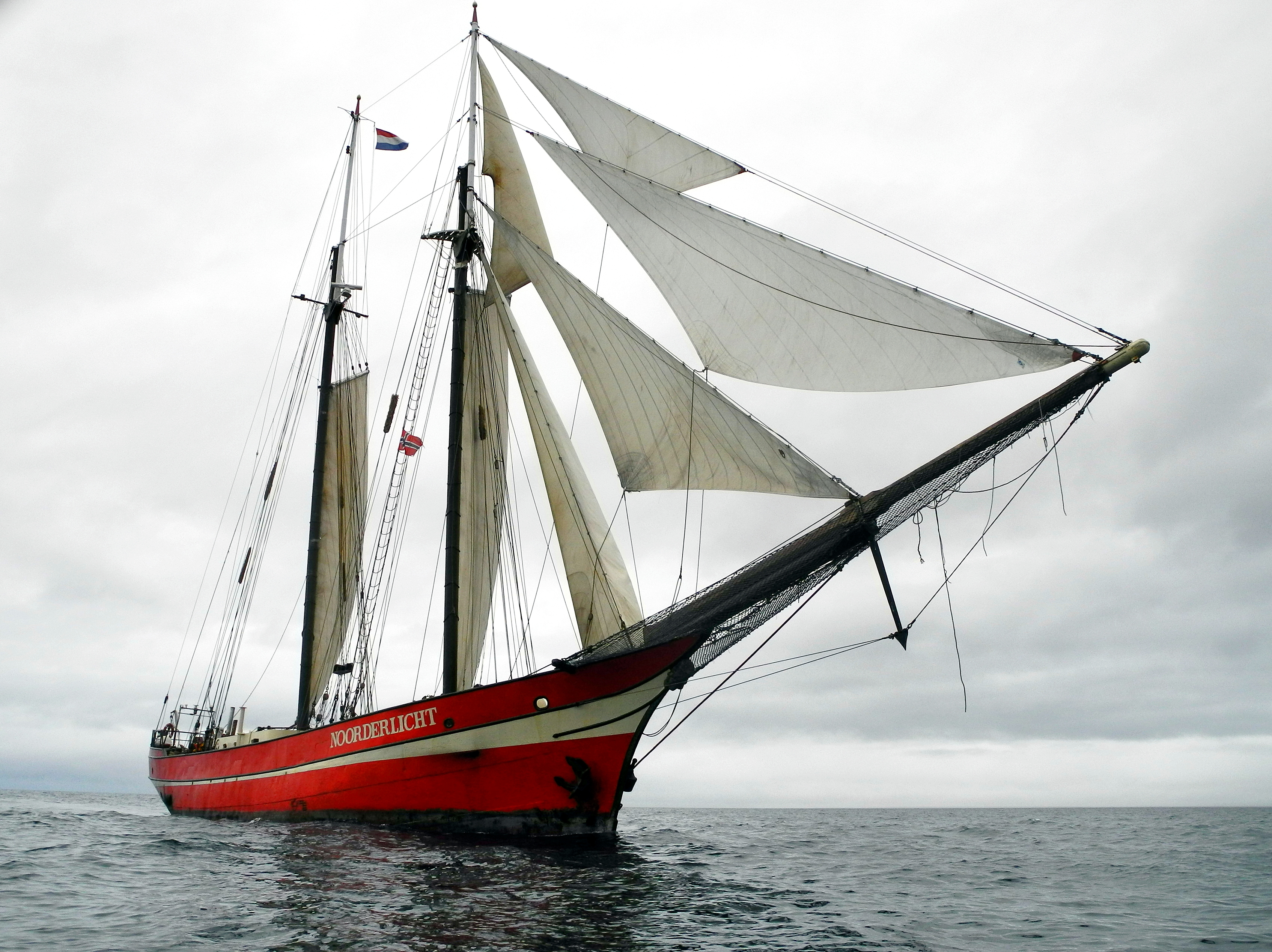
Voorbeeld met een gaffeltopzeil en vlieger bevestigd aan de steng

Een vlieger is een klein driehoekig scheepszeil, dat voor en boven de kluiver tussen de (voorste) mast en de boegspriet wordt gevaren. In Angelsaksische landen ook wel Yankee genoemd.
Op de traditionele volschepen werd een vlieger ook gevoerd, alleen is het daar de naam van een stagzeil tussen de kruismast of bezaansmast en de grote mast (of bij viermasters, tussen de kruismast of bezaansmast en de hoofdmast). De vlieger werd gevoerd boven het kruisstengestagzeil en onder de bovenvlieger. De naam die voor het bovenomschreven voorste zeil op de boot gehanteerd werd was de jager